# Il Demone (opera)
Il Demone è un'opera lirica in 3 atti di Anton Grigor'evič Rubinštejn su libretto di Pavel Aleksandrovič Viskovatov, basato sul poema omonimo di Michail Lermontov.

## Storia della composizione
Lermontov scrisse l'ultima versione del suo poema Il Demone nel biennio 1838-39 e apportò alcune modifiche nel 1841, durante l'esilio nel Caucaso. L'opera però non fu pubblicata in Russia che nel 1860, dopo essere stata data alle stampe una prima volta in Germania nel 1856. La sua popolarità e la sua trama fosca ne facevano un soggetto ideale per un libretto d'opera, che fu scritto da Pavel Viskovatov, biografo e studioso dell'opera di Lermontov. Rubinštejn compose l'opera nel 1871: in settembre invitò alcuni musicisti del Gruppo dei Cinque ed il critico Vladimir Stasov ad assistere ad un'esecuzione privata dell'opera: gli ospiti non diedero un giudizio favorevole della musica. Tuttavia, i motivi tradizionali del Demone sono molto simili a quelli della Chovanščina di Musorgskij e dell'Evgenij Onegin di Čajkovskij. Il colore orientale, peraltro giustificato dal soggetto, ricorre di frequente, grazie all'uso di canti popolari georgiani ed armeni (il canto georgiano delle amiche di Tamara nel primo atto, la melodia orientale del secondo atto, e soprattutto le danze delle donne e la marcia della carovana). L'opera fu rappresentata per la prima volta al teatro Mariinskij di San Pietroburgo il 13 (25) gennaio 1875, con Eduard Napravnik alla direzione e scene di Michail Bocharov, Matvej Šiškov e Lev Lagorio; mentre nel 1879 ebbe luogo la sua prima messa in scena al teatro Bol'šoj di Mosca, con Enrico Bevignani alla direzione. L'opera fu poi pubblicata da V. Bessel nel 1876. Mentre in Russia viene ancora rappresentato abbastanza di frequente, Il Demone è divenuto una rarità nei repertori dei teatri lirici occidentali.

## Trama
L'azione si svolge in Georgia in un'epoca imprecisata.

### Atto I
Prologo Una lusseggiante località di montagna, da cui in lontananza si vede il castello del principe Gudal. Una tempesta infuria; in mezzo ad un coro di spiriti malvagi appare al loro comando il Demone, che in un canto esprime la sua completa disillusione. L'umanità è così fragile, debole ed insignificante che non costituisce una sfida per la sua forza ed il suo potere. Oppresso da una noia intollerabile, non prova nemmeno più piacere nel commettere azioni malvagie. Appare un Angelo che ricorda al Demone che il potere dell'amore può riconciliarlo con il cielo. Questa proposta viene respinta con rabbia dal Demone: non è schiavitù e cieca obbedienza ad un Dio tirannico che desidera, ma libertà e passioni selvagge. L'Angelo avverte il Demone di non toccare nulla di ciò che è caro al cielo, ma egli desidera la lotta e avverte il cielo di stare in guardia.
Scena prima Sulle rive del fiume Aragvi. Alcune ragazze stanno attingendo acqua. La figlia del principe Gudal, Tamara, appare, accompagnata dalla sua nutrice e da ancelle. La sua vista ha suscitato sentimenti dimenticati da lungo tempo nell'anima del Demone, ma la sua presenza confonde Tamara, che percepisce un pericolo. La nutrice canta una canzone sul suo promesso sposo, che tranquillizza momentaneamente la ragazza, ma poi appare il Demone, che la implora di amarlo. Solo Tamara può vederlo e sentirlo: gli altri rimangono perplessi da ciò che dice loro su uno straniero che le ha parlato. Preoccupata dall'agitazione di Tamara, la nutrice la riporta al castello. Mentre si allontana, Tamara guarda indietro e sente il Demone chiamarla di nuovo.
Scena seconda Un luogo selvaggio tra le montagne. Il principe Sinodal, promesso sposo di Tamara, si è fermato per la notte con la sua carovana. Una valanga ha bloccato il loro percorso, ritardando l'arrivo al castello del principe Gudal. Sinodal ordina che un messaggero vada avanti per avvisare il suo futuro suocero che arriverà a mezzogiorno del giorno seguente. Il principe immagina di trasformarsi in un falco per volare verso la sua amata. Il suo vecchio servitore lo consola, mentre si prepara l'accampamento per la notte. I servi versano il vino e tutti si congratulano con il principe per il suo imminente matrimonio. Il vecchio servitore li rimprovera perché fanno baldoria in un luogo simile, ed indica una cappella lontana, dove tempo addietro un santo era stato ucciso, supplicando il principe di andare nella cappella a pregare prima di coricarsi, ma Sinodal risponde che lo farà l'indomani. L'immagine di Tamara lo proteggerà dal male. L'accampamento tace e nell'oscurità il Demone fa addormentare il principe con visioni della sua amata. All'improvviso ombre scure si avvicinano al campo: una banda di Tartari piomba sugli uomini addormentati. Nella schermaglia che segue il principe viene ferito a morte, ed il vecchio servitore dichiara in lacrime che il suo padrone non vivrà per vedere l'alba. Appare il Demone e Sinodal muore con il nome di Tamara sulle sue labbra.

### Atto II
Una sala del castello del principe Gudal. Gli ospiti sono in attesa dell'arrivo dello sposo. Un messaggero entra per dare la notizia che Sinodal arriverà entro mezzogiorno. Gli ospiti levano un brindisi al principe ed alla principessa, poi vengono eseguite due danze. L'allegria generale svanisce rapidamente, quando, dopo alcuni rumori fuori scena, viene portato dentro il cadavere del principe. Tamara cerca invano di rianimarlo, ma quando si rende conto che non c'è più nulla da fare, si strappa il velo nuziale e scoppia in singhiozzi accanto al suo amato. Il Demone, che solo Tamara può vedere, le appare e cerca di consolarla, ma questo la turba ancora di più. Il principe Gudal ordina che il cadavere venga portato via, credendo che la strana visione di Tamara sia stata inviata da Dio. Il Demone le appare nuovamente, dicendole che non appena la notte avrà avvolto le cime delle montagne, verrà da lei. Il principe Gudal crede che sua figlia abbia perso la ragione e Tamara lo implora di lasciarla andare in un convento, dove il Signore la proteggerà. Infine il padre acconsente, e Tamara parte con le sue ancelle, la nutrice ed il vecchio servitore. Gudal, fuori di sé per l'afflizione di Tamara e la morte di Sinodal, giura vendetta e guida i suoi uomini fuori dal castello con le sciabole sguainate.

### Atto III
Scena prima Il chiostro del convento, da cui è visibile la finestra della cella di Tamara. È notte ed il vecchio servitore intona la veglia. Mentre se ne va, si avvicina il Demone e guarda la finestra illuminata della cella, ma teme a entrare nel chiostro. Confessa che dal momento in cui ha visto Tamara, ha iniziato ad invidiare le gioie imperfette della vita terrena. La sua strada, tuttavia, è sbarrata dall'Angelo, che lo avverte di non toccare ciò che è caro al cielo. Il Demone ignora rabbiosamente le parole dell'angelo ed entra nel chiostro.
Scena seconda La cella di Tamara con l'ingresso di una piccola cappella illuminata da una lampada. Tamara non riesce a dormire: è costantemente disturbata dal sogno di un estraneo e si chiede chi potrebbe essere. Fuori il vecchio servitore continua la sua veglia, ma i pensieri di Tamara vengono interrotti dall'improvvisa apparizione del Demone. La lampada della cappella si spegne e le due figure si guardano intensamente l'un l'altra al chiaro di luna. Il Demone inizia a parlare, Tamara gli ordina di tacere, ma egli le confessa che in lei ha trovato tutto ciò che cercava prima di essere cacciato dal paradiso, e la implora di comprendere la sua sofferenza. Il Demone respinge il timore di Tamara per Dio e per la dannazione eterna, perché Dio si occupa del cielo e non della terra. La ragazza prova compassione per le sue sofferenze ma, riconoscendo la propria fragilità femminile, gli chiede di giurare di rinnegare il male. Il Demone giura. Si ode un coro lontano di suore che intonano i canti mattutini e Tamara, sfinita dalla sua lotta morale, invoca il Creatore. Il Demone, tuttavia, non desiste nei suoi sforzi per conquistare Tamara, e le dice che il destino della terra è nelle sue mani, poiché ella ha il potere di bandire ogni male. Incapace di resistere alle potenti argomentazioni del Demone, Tamara dichiara il suo amore per lui. Il Demone la bacia e gli angeli sono inorriditi. La piccola cappella a fianco della cella di Tamara si illumina improvvisamente e l'Angelo appare, indicando il fantasma del principe Sinodal. Tamara si strappa dall'abbraccio del Demone e cade morta ai piedi dell'Angelo.
Epilogo ed apoteosi Gli angeli gridano al Demone di andarsene. L'Angelo annuncia che Tamara è stata redenta dal suo dolore, mentre il Demone è stato dannato alla solitudine eterna. Ancora una volta il Demone è solo ed abbandonato, e maledice il cielo e la terra. Mentre l'Angelo si prepara a sollevare il corpo di Tamara, il fumo sale dal basso e riempie la scena. Tra tuoni e lampi il convento è distrutto. Gli angeli portano l'anima di Tamara in cielo.